# Iwona Sowińska
Iwona Sowińska (ur. 26 czerwca 1958, zm. 7 sierpnia 2022) – polska kulturoznawczyni i filmoznawczyni, doktor habilitowany nauk o sztuce w Instytucie Kultury na Wydziale Zarządzania i Komunikacji Społecznej Uniwersytetu Jagiellońskiego.
Absolwentka Uniwersytetu Śląskiego w Katowicach. Doktoryzowała się w 1994 roku rozprawą pod tytułem Dźwięk w filmie. Słyszenie – rozumienie – opowiadanie, obronioną na Uniwersytecie Jagiellońskim. Na tej samej uczelni w 2008 roku otrzymała stopień doktora habilitowanego, na podstawie pracy Polska muzyka filmowa 1945-1968; za książkowe wydanie rozprawy otrzymała Nagrodę im. Bolesława Michałka dla najlepszej książki filmowej roku 2007. Była też autorką publikacji Chopin idzie do kina (2013, Universitas), omawiającej wykorzystanie muzyki Fryderyka Chopina w filmach polskich i zagranicznych. Współredaktorka (wraz z Tadeuszem Lubelskim i Rafałem Syską) czterotomowej pracy zbiorowej Historia kina (2010–2019, Universitas).